# Manto drenante

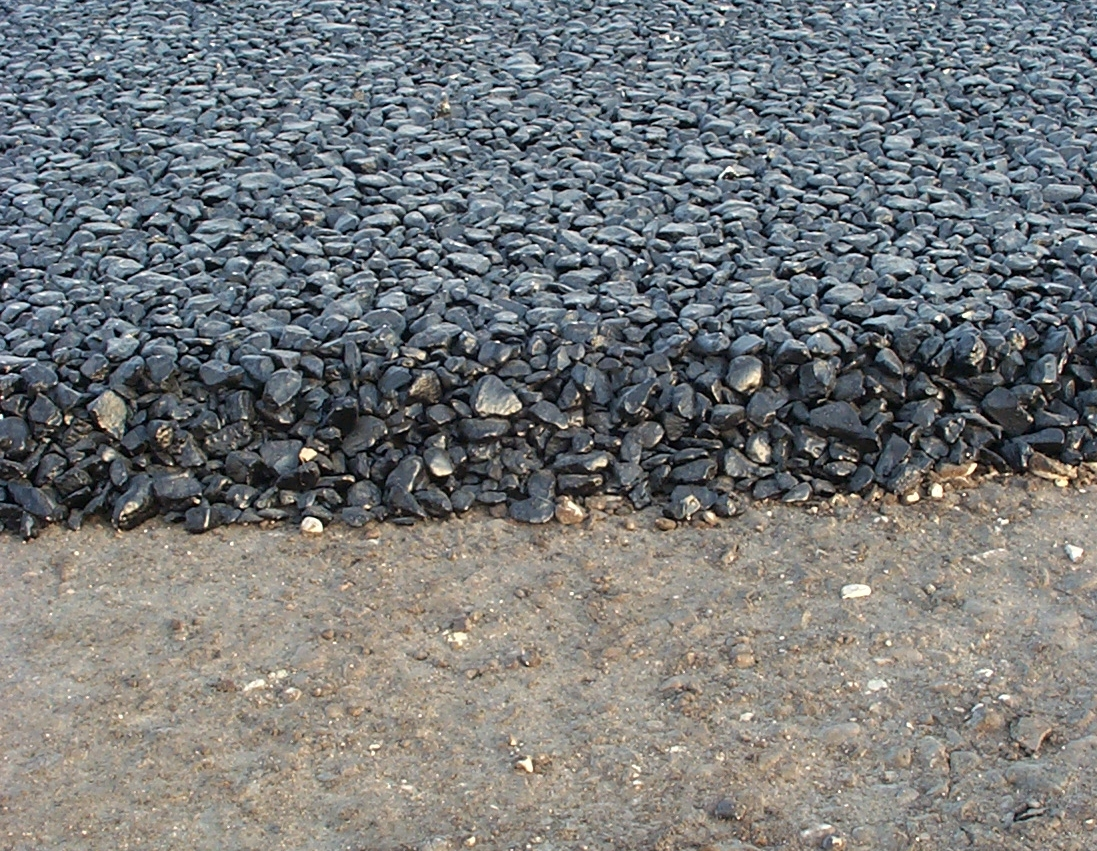
Asfalto drenante

Il manto drenante è una miscela di inerti, bitumi e polimeri caratterizzata dall'alta porosità. 
È utilizzato come manto di copertura delle strade in unione ad uno strato impermeabile sottostante per allontanare l'acqua meteorica dal contatto con le ruote. Trattasi di brevetto italiano.

## Descrizione

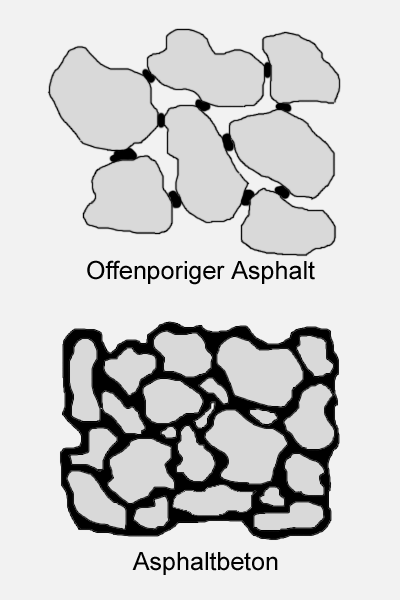
Le differenze tra asfalto drenante (in alto) e normale (in basso)

L'inerte utilizzato è costituito in genere da rocce basaltiche, che hanno una elevata resistenza all'usura (perdita alla prova Los Angeles minore di 18), all'alterazione chimica operata in modo preponderante dall'azione delle acque, e conferiscono al manto il caratteristico colore scuro.
Un inerte da impiegarsi per varie opere è considerato di buona qualità se è privo di sostanze organiche, minerali argillosi, ossidi e idrossidi di ferro. L'elevata porosità diminuisce le superfici di contatto tra i grani e rende quindi necessaria la presenza dei polimeri per aumentare la resistenza del bitume.

## Vantaggi
Questo tipo di asfalto ha come vantaggi:
- proprietà fonoassorbenti nei confronti del rumore veicolare (assorbono 2 decibel)
- riducono il riverbero causato dai fari
- durata, circa il 30% in più dei normali manti.

## Svantaggi
Lo svantaggio è in zone fredde o comunque a temperature a partire da 0 °C, poiché la porosità si riempie di acqua gelante e quindi il rischio di slittamento è maggiore.